# Winter Enclosure
Winter Enclosure el álbum debut de la banda de metal gótico Octavia Sperati. Fue lanzado bajo la etiqueta independiente Candlelight Records el 14 de junio de 2005.
El álbum fue promocionado con dos vídeos musicales: "Liflelines Of Depths" (en una segunda versión a la conocida en 2004)  y "Hunting Eye", ambos realizados por el director Asle Birkeland. 

## Lista de canciones
| N.º | Título                 | Letras       | Música | Duración |  |
| 1.  | «Intro»                | instrumental | Bodil  | 0:53     |  |
| 2.  | «Lifelines of Depths»  | Silje        | Bodil  | 5:47     |  |
| 3.  | «Soundless»            | Silje        | Trine  | 4:29     |  |
| 4.  | «Icebound»             | Silje        | Bodil  | 3:36     |  |
| 5.  | «Hymn»                 | Silje        | Silje  | 0:44     |  |
| 6.  | «Hunting Eye»          | Silje        | Silje  | 3:32     |  |
| 7.  | «Future Is»            | Silje        | Bodil  | 5:00     |  |
| 8.  | «Below Zero»           | Silje        | Gyri   | 5:25     |  |
| 9.  | «Wasted on the Living» | Silje        | Bodil  | 4:31     |  |
| 10. | «Without Air (Before)» | Gyri         | Gyri   | 2:38     |  |
| 11. | «Without Air (After)»  | Gyri         | Gyri   | 5:28     |  |

## Personal

### Octavia Sperati
- Silje Wergeland – vocales
- Bodil Myklebust – guitarra
- Gyri S. Losnegaard – guitarra
- Trine C. Johansen – bajo
- Tone Midtgaard – teclados
- Hege S. Larsen – batería

### Músicos adicionales
- Pytten (Eirik Hundvin) - piano de cola
- Ivar Bjørnson - efectos en pista 11

### Producción e ingeniería
- Octavia Sperati, Herbrand Larsen - producción
- Eirik Hundvin, Arve "Squanky" Isdal - Ingeniería
- Adrian Wear - diseño
- Tim Turan - masterización
- Jeanette Myrvoll, Veronika Kindervåg - peluquería y vestuario
- Tina Solberg Torstad - maquillaje
- Chris McFall, – Evil Twin, Gregory J. Summers - fotografía
- Grabado en Earshot Studio y Grieghallen Studio
- Producido en Earshot Studio
- Masterizado en Turan Audio
- Arte de cubierta -  Gregory J. Summer